# Łyżwiarstwo szybkie na Zimowych Igrzyskach Olimpijskich 2014 – 5000 m mężczyzn
Bieg na 5000 metrów mężczyzn na Zimowych Igrzyskach Olimpijskich 2014 odbył się 8 lutego w hali Adler-Ariena w Soczi.
Mistrzem olimpijskim został Holender Sven Kramer. Na drugim i trzecim miejscu uplasowali się jego rodacy, kolejno: Jan Blokhuijsen oraz Jorrit Bergsma.

## Terminarz
| Data     | Konkurencja | Godzina rozpoczęcia | Godzina rozpoczęcia |
| Data     | Konkurencja | Czas CET            | Czas lokalny        |
| -------- | ----------- | ------------------- | ------------------- |
| 8 lutego | Finał       | 12:30               | 15:30               |

## Tło
| Data                                                                                        | Miejscowość                                                                                 | Zwycięzca                                                                                   | Drugi                                                                                       | Trzeci                                                                                      | Źródło                                                                                      |
| Wyniki biegu na 5000 metrów podczas zawodów Pucharu Świata w łyżwiarstwie szybkim 2013/2014 | Wyniki biegu na 5000 metrów podczas zawodów Pucharu Świata w łyżwiarstwie szybkim 2013/2014 | Wyniki biegu na 5000 metrów podczas zawodów Pucharu Świata w łyżwiarstwie szybkim 2013/2014 | Wyniki biegu na 5000 metrów podczas zawodów Pucharu Świata w łyżwiarstwie szybkim 2013/2014 | Wyniki biegu na 5000 metrów podczas zawodów Pucharu Świata w łyżwiarstwie szybkim 2013/2014 | Wyniki biegu na 5000 metrów podczas zawodów Pucharu Świata w łyżwiarstwie szybkim 2013/2014 |
| ------------------------------------------------------------------------------------------- | ------------------------------------------------------------------------------------------- | ------------------------------------------------------------------------------------------- | ------------------------------------------------------------------------------------------- | ------------------------------------------------------------------------------------------- | ------------------------------------------------------------------------------------------- |
| 10 listopada                                                                                | Calgary                                                                                     | Sven Kramer                                                                                 | Jorrit Bergsma                                                                              | Lee Seung-hoon                                                                              | [ 2 ]                                                                                       |
| 17 listopada                                                                                | Salt Lake City                                                                              | Sven Kramer                                                                                 | Bob de Jong                                                                                 | Jorrit Bergsma                                                                              | [ 3 ]                                                                                       |
| 8 grudnia                                                                                   | Berlin                                                                                      | Jorrit Bergsma                                                                              | Jan Blokhuijsen                                                                             | Lee Seung-hoon                                                                              | [ 4 ]                                                                                       |
| Wyniki biegu na 5000 metrów na Zimowych Igrzyskach Olimpijskich 2010                        |                                                                                             |                                                                                             |                                                                                             |                                                                                             |                                                                                             |
| 13 lutego                                                                                   | Vancouver                                                                                   | Sven Kramer                                                                                 | Lee Seung-hoon                                                                              | Iwan Skobriew                                                                               | [ 5 ]                                                                                       |
| Wyniki biegu na 5000 metrów na mistrzostwach świata 2012                                    |                                                                                             |                                                                                             |                                                                                             |                                                                                             |                                                                                             |
| 23 marca                                                                                    | Heerenveen                                                                                  | Sven Kramer                                                                                 | Bob de Jong                                                                                 | Jonathan Kuck                                                                               | [ 6 ]                                                                                       |
| Wyniki biegu na 5000 metrów na mistrzostwach świata 2013                                    |                                                                                             |                                                                                             |                                                                                             |                                                                                             |                                                                                             |
| 22 marca                                                                                    | Soczi                                                                                       | Sven Kramer                                                                                 | Jorrit Bergsma                                                                              | Iwan Skobriew                                                                               | [ 7 ]                                                                                       |

## Rekordy
Rekordy obowiązujące przed rozpoczęciem igrzysk.
| Rekord            | Zawodnik    | Czas    | Miejsce   | Data              |
| ----------------- | ----------- | ------- | --------- | ----------------- |
| Rekord świata     | Sven Kramer | 6:03,32 | Calgary   | 17 listopada 2007 |
| Rekord olimpijski | Sven Kramer | 6:14,60 | Vancouver | 13 lutego 2010    |

## Wyniki
| Miejsce | Numer pary | Tor | Zawodnik               | Reprezentacja     | Czas    | Strata | Uwagi         |
| ------- | ---------- | --- | ---------------------- | ----------------- | ------- | ------ | ------------- |
|         | 10         | O   | Sven Kramer            | Holandia          | 6:10,76 | –      | OR            |
|         | 12         | I   | Jan Blokhuijsen        | Holandia          | 6:15,71 | +4,95  |               |
|         | 11         | I   | Jorrit Bergsma         | Holandia          | 6:16,66 | +5,90  |               |
| 4.      | 12         | O   | Bart Swings            | Belgia            | 6:17,79 | +7,03  |               |
| 5.      | 11         | O   | Sverre Lunde Pedersen  | Norwegia          | 6:18,84 | +8,08  |               |
| 6.      | 7          | O   | Dienis Juskow          | Rosja             | 6:19,51 | +8,75  |               |
| 7.      | 8          | O   | Iwan Skobriew          | Rosja             | 6:19,83 | +9,07  | [ 10 ] [ 11 ] |
| 8.      | 13         | I   | Patrick Beckert        | Niemcy            | 6:21,18 | +10,42 |               |
| 9.      | 6          | O   | Håvard Bøkko           | Norwegia          | 6:22,84 | +12,07 |               |
| 10.     | 6          | I   | Moritz Geisreiter      | Niemcy            | 6:24,79 | +14,03 |               |
| 11.     | 9          | O   | Aleksandr Rumiancew    | Rosja             | 6:24,83 | +14,17 | [ 12 ] [ 11 ] |
| 12.     | 13         | O   | Lee Seung-hoon         | Korea Południowa  | 6:25,61 | +14,85 |               |
| 13.     | 2          | O   | Jan Szymański          | Polska            | 6:26,35 | +15,59 |               |
| 14.     | 8          | I   | Shane Dobbin           | Nowa Zelandia     | 6:26,90 | +16,14 |               |
| 15.     | 9          | I   | Dmitrij Babienko       | Kazachstan        | 6:28,26 | +17,50 |               |
| 16.     | 7          | I   | Emery Lehman           | Stany Zjednoczone | 6:29,85 | +19,18 |               |
| 17.     | 3          | O   | Andrea Giovannini      | Włochy            | 6:30,84 | +20,08 |               |
| 18.     | 3          | I   | Ewen Fernandez         | Francja           | 6:31,09 | +20,32 |               |
| 19.     | 10         | I   | Jonathan Kuck          | Stany Zjednoczone | 6:31,53 | +20,77 |               |
| 20.     | 1          | O   | Patrick Meek           | Stany Zjednoczone | 6:32,94 | +22,18 |               |
| 21.     | 5          | I   | Alexej Baumgärtner     | Niemcy            | 6:34,35 | +23,58 |               |
| 22.     | 2          | I   | Mathieu Giroux         | Kanada            | 6:35,77 | +25,01 |               |
| 23.     | 1          | I   | Sebastian Druszkiewicz | Polska            | 6:37,16 | +26,40 |               |
| 24.     | 4          | O   | Kim Cheol-min          | Korea Południowa  | 6:37,29 | +26,52 |               |
| 25.     | 5          | O   | Simen Spieler Nilsen   | Norwegia          | 6:42,47 | +31,71 |               |
| 26.     | 4          | I   | Shane Williamson       | Japonia           | 6:42,88 | +32,12 |               |